# Eriocaulon mutatum
Eriocaulon mutatum är en gräsväxtart som beskrevs av Nicholas Edward Brown. Eriocaulon mutatum ingår i släktet Eriocaulon och familjen Eriocaulaceae.

## Underarter
Arten delas in i följande underarter:
- E. m. angustisepalum
- E. m. majus
- E. m. mutatum